# Vicariato apostólico de Meki
El vicariato apostólico de Meki (en latín: Vicariatus Apostolicus Mekien(sis)) es una circunscripción eclesiástica de rito latino de la Iglesia católica en Etiopía. Desde el 29 de enero de 2003 su obispo es Abraham Desta.

## Territorio y organización
El vicariato apostólico extiende su jurisdicción sobre los fieles católicos de rito latino residentes en las zonas Arsi y Shewa Occidental en la región de Oromía.
La sede del vicariato apostólico está en la ciudad de Meki, en donde se encuentra la Catedral de Nuestra Señora del Perpetuo Socorro (o Kidane Mehret), cuya nueva construcción fue inaugurada en mayo de 2017.
En 2020 el territorio estaba dividido en 16 parroquias. Está habitado principalmente por fieles de otras religiones (ortodoxos etíopes, musulmanes, animistas y protestantes).

## Historia
La circunscripción eclesiástica de Meki nació de cuatro desmembramientos que, partiendo del vasto vicariato apostólico de Harar —que abarcaba todo el sur de Etiopía: aproximadamente el doble de la superficie de Italia— condujo al nacimiento de la prefectura apostólica de Meki el 6 de marzo de 1980 con la bula Evangelizationis operi del papa Juan Pablo II. La prefectura apostólica fue confiada inicialmente al padre Giovanni Bonzanino del Instituto Misionero de la Consolata como administrador apostólico.
El 8 de diciembre de 1980, tras una petición expresa de los misioneros de la Consolata, la prefectura fue confiada a un sacerdote etíope del norte: Yohannes Woldegiorgis (1921-2002), que tomó posesión de ella en abril de 1981.
Apenas fue nombrado Woldegiorgis, se inició un vasto programa de actividad pastoral y social, que llevó a la fundación del seminario menor de Meki (11 de febrero de 1984) y a la de la congregación de monjas diocesanas Hijas de María Inmaculada en 1985.
El 21 de diciembre de 1991 la prefectura apostólica fue elevada a vicariato apostólico con la bula Quam ipsimet del mismo papa Juan Pablo II. En consecuencia, Woldegiorgis fue ordenado obispo el 25 de enero de 1992.
En 1995 el padre Giovanetti instituyó el Secretariado Católico de Meki, que persigue objetivos tanto pastorales como sociales.
En 2003, tras la muerte de Woldegiorgis, fue nombrado vicario Abraham Desta.
El 11 de febrero de 2012 cedió una parte de su territorio para la erección de la prefectura apostólica de Robe con la bula Ad expeditius del papa Benedicto XVI.

## Episcopologio
- Yohannes Woldegiorgis † (8 de diciembre de 1981-19 de septiembre de 2002 falleció)
- Abraham Desta, desde el 29 de enero de 2003

## Estadísticas
De acuerdo al Anuario Pontificio 2021 el vicariato apostólico tenía a fines de 2020 un total de 38 947 fieles bautizados.
| Año                                                                             | Población            | Población | Población      | Sacerdotes | Sacerdotes    | Sacerdotes    | Bautizados por sacerdote | Diáconos permanentes | Religiosos | Religiosos | Parroquias |
| Año                                                                             | Bautizados católicos | Total     | % de católicos | Total      | Clero secular | Clero regular | Bautizados por sacerdote | Diáconos permanentes | Varones    | Mujeres    | Parroquias |
| ------------------------------------------------------------------------------- | -------------------- | --------- | -------------- | ---------- | ------------- | ------------- | ------------------------ | -------------------- | ---------- | ---------- | ---------- |
| 1990                                                                            | 12 524               | 3 864 690 | 0.3            | 24         | 6             | 18            | 521                      |                      | 29         | 50         | 10         |
| 1999                                                                            | 18 893               | 5 061 763 | 0.4            | 22         | 10            | 12            | 858                      |                      | 23         | 65         | 10         |
| 2000                                                                            | 19 364               | 5 213 615 | 0.4            | 23         | 12            | 11            | 841                      |                      | 22         | 64         | 10         |
| 2001                                                                            | 20 107               | 5 474 070 | 0.4            | 23         | 11            | 12            | 874                      |                      | 17         | 22         | 10         |
| 2002                                                                            | 20 517               | 5 583 551 | 0.4            | 24         | 11            | 13            | 854                      |                      | 23         | 54         | 10         |
| 2003                                                                            | 21 709               | 5 723 139 | 0.4            | 28         | 13            | 15            | 775                      |                      | 26         | 59         | 10         |
| 2004                                                                            | 22 467               | 5 855 029 | 0.4            | 29         | 14            | 15            | 774                      |                      | 26         | 57         | 10         |
| 2007                                                                            | 23 900               | 6 303 000 | 0.4            | 31         | 18            | 13            | 770                      | 2                    | 31         | 57         | 10         |
| 2010                                                                            | 23 463               | 6 422 202 | 0.4            | 34         | 21            | 13            | 690                      |                      | 34         | 60         | 10         |
| 2012                                                                            | 25 000               | 6 338 000 | 0.4            | 35         | 17            | 18            | 714                      |                      | ?          | 50         | 10         |
| 2012                                                                            | 23 000               | 3 600 488 | 0.6            | 30         | 16            | 14            | 767                      |                      | ?          | 37         | 6          |
| 2014                                                                            | 23 053               | 4 310 802 | 0.5            | 29         | 13            | 16            | 794                      |                      | 29         | 45         | 14         |
| 2017                                                                            | 33 361               | 4 296 813 | 0.8            | 48         | 15            | 33            | 695                      |                      | 47         | 49         | 13         |
| 2020                                                                            | 38 947               | 5 159 257 | 0.8            | 32         | 20            | 12            | 1217                     |                      | 26         | 49         | 16         |
| Fuente: Catholic-Hierarchy, que a su vez toma los datos del Anuario Pontificio. |                      |           |                |            |               |               |                          |                      |            |            |            |